# Anisocentropus bipustulatus
Anisocentropus bipustulatus là một loài Trichoptera thuộc họ Calamoceratidae. Chúng phân bố ở miền Australasia.